# 菲利普·施泰因克
菲利普·施泰因克（Philipp Steinke)，是一位德国的作曲家，电影配乐师，唱片制作人以及音乐人。目前，施泰因克是乐队Asher Lane的成员。菲利普·施泰因克出生在德国柏林，现在居住在柏林。

## 作曲和电影配乐事业
施泰因克为电视电影系列 Im Schatten des Pfermondes 和 Fur immer Venedig 谱写了原声带。另外，他为电视剧Heimatgetschichten的其中三集做了配乐，还做了电视剧 Stubbe-Von Fall zu Fall其中一集的配乐。
2009年3月，施泰因克来到了洛杉矶。他在洛杉矶见到了洛珊·西门，并开始了和洛珊·西门在音乐上的合作。施泰因克和西门一起写了“Amor En Suspenso (鳄鱼的眼泪)”；这首歌被收录在墨西哥摇滚皇后Alejandra Guzman的专辑“Unico”中，由EMI Latin发行。Guzman 和Fernando Osorio一起写了西班牙语的歌词。2010年，Guzman的“Unico”专辑在墨西哥达到了黄金销量。
施泰因克和西门被邀请为中国排行第一的歌手张学友写一首歌；张学友想做一张粤语爵士乐概念的专辑。和张学友的制作人杜自持一起合作，施泰因克和西门写了“Everyday Is Christmas”。在张学友的邀请下，施泰因克和西门又为张学友写了另外一首歌“Which Way, Robert Frost”。据张学友所说，尽管他两次尝试想根据原意将“Everyday Is Christmas”填上中文的歌词，但是始终觉得两个版本都无法确切地表达原来的英文歌词的意境；于是，张学友最后决定采用英文来录制“Everyday Is Christmas”。张学友的“Private Corner”是他个人第一张爵士乐专辑，在其发行后的一周内，迅速冲上了白金销量的好成绩。